# 厉彦虎
厉彦虎（1967年1月—），男，汉族，山东日照人，中华人民共和国政治人物。现任国家体育总局运动医学研究所主任医师。第十四届全国政协委员。